# مسجد عزت باشا
مسجد عزت باشا هو مسجد في معمورة العزيز، تركيا. المفوض ببناء المسجد حاجي أحمد عزت باشا حاكم معمورة العزيز خلال عصر الإمبراطورية العثمانية. تم الانتهاء منه في عام 1866.
ولم يكن هيكله ليصمد قرنا من الزمن. ففي عام 1967 تم هدمه من قبل إزفاك، وهي مؤسسة أنشئت لتجديد المسجد. في عام 1972 أعيد بناء المسجد وافتتح مرة أخرى.
الأبعاد الجديدة للمسجد 44 × 28.5 م2 (144 × 94 قدم2). وفيه رواقان بأبعاد 8 × 28.5 م2 و 4 × 27.15 م2. ويبلغ قطر القبة 20 متر (66 قدم) وارتفاع مئذنتيه 55 متر (180 قدم). المسجد يضم أيضا 115 محل في الطابق الأرضي بنيت لتوفير ايرادات للحفاظ على المسجد.